# Francis Bacon (slikar)
Francis Bacon, angleški-irski slikar, * 28. oktober 1909, Dublin, † 28. april 1992, Madrid.
Za njegov figurativen slog so bile značilne grobe, vznemirjujoče podobe. Osredotočal se je predvsem na človeško formo in upodabljal križanja, portrete papežev, avtoportrete ter portrete prijateljev z abstraktnimi figurami, včasih izoliranimi v geometričnih strukturah.